# Mărgău
Mărgău – wieś w Rumunii, w okręgu Kluż, w gminie Mărgău. W 2011 roku liczyła 404 mieszkańców.